# ヴァーン・クラーク
ヴァーン・E・クラーク（Vernon E. Clark、1944年9月7日 -）は、アメリカ合衆国の海軍軍人。最終階級は海軍大将。2000年7月21日に第27代アメリカ海軍作戦部長に就任した。

## 経歴
アイオワ州スーシティで生まれ、ネブラスカ州で育つ。エヴァンジェル大学を経てアーカンソー大学を卒業し経営学修士を取得する。その後、海軍幹部候補生学校に入学、1968年8月に卒業し海軍に入隊する。
下級士官であった頃には、「DD-701 ジョン・ウィンゲイト・ウィークス」、「DD-710 ギアリング」、「FF-1038 マックロイ」、「DD-963 スプルーアンス」などに乗り組み勤務した。
その後対潜水戦学校、第17駆逐隊司令、第5駆逐隊司令を経て将官に昇進し「CVN-70 カール・ヴィンソン」空母打撃群兼第3巡洋駆逐群司令官を経て、第2艦隊司令官、大西洋艦隊司令官に就任する。
陸上勤務では、海軍作戦本部システム分析局長付特別補佐官、海軍作戦次長付対潜作戦担当副官などを務め、統合作戦本部では戦略計画・政策部(J-5) 、編成・資源・評価部(J-8)の部員を経て作戦部(J-3)の部長に就任した。
2000年7月21日、第27代海軍作戦部長に就任する。2001年には統合参謀本部議長の候補に挙がるが空軍のリチャード・マイヤーズが選ばれた。2005年7月22日に退役する。